# Brzegowski Wierch

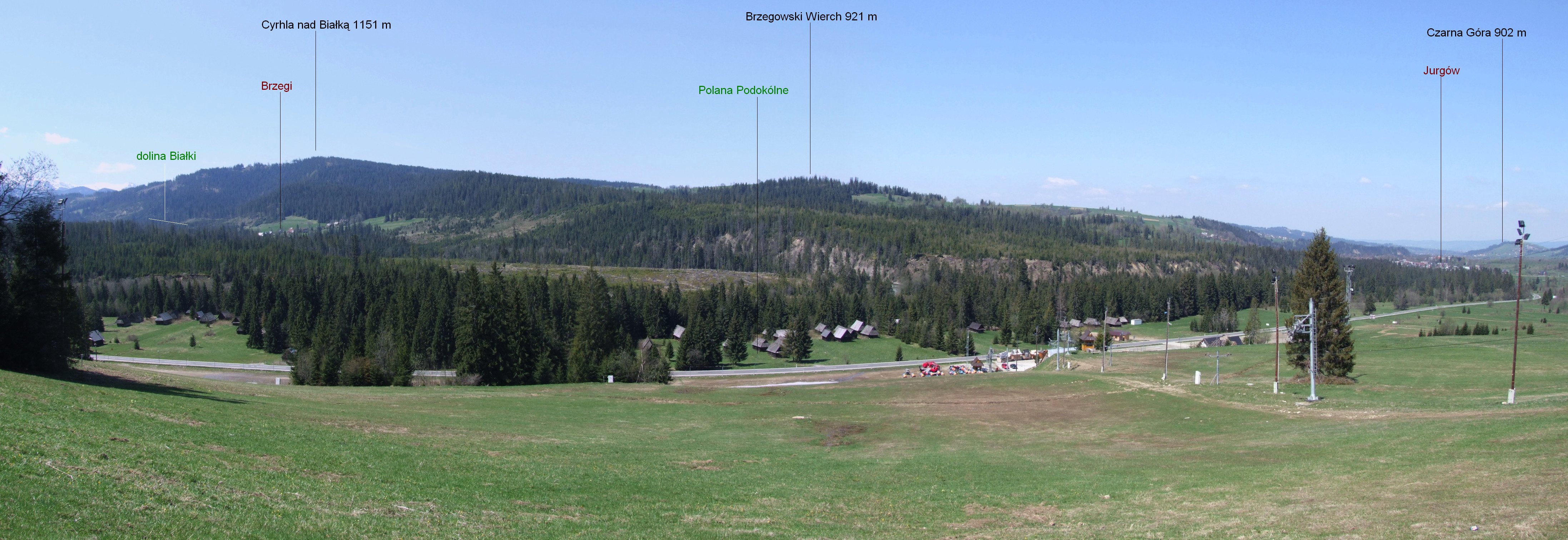
Widok z południowo-wschodniej strony, z trasy zjazdowej wyciągów w Jurgowie

Brzegowski Wierch (921 m) – wzniesienie na jednym z grzbietów Brzegowskiego Działu na Pogórzu Bukowińskim. Znajduje się na jednym z grzbietów odchodzących od Cyrhli nad Białką (1158 m) w północno-wschodnim kierunku do doliny Białki. Grzbiet ten oddziela dolinę Zawierszańskiego Potoku od doliny Brzegowskiego Potoku. Jest w większości bezleśny i rozłożone są na nim zabudowania i pola miejscowości Brzegi. Zalesiona jest tylko część stoków opadających do doliny Zawierszańskiego Potoku. Nazwa Brzegowski Wierch jest myląca, trudno bowiem tutaj wyróżnić wierzchołek i nazwa dotyczy raczej całego grzbietu.